# Selbach (Flehbach)
Der Selbach ist ein etwa fünf Kilometer langer Bach im Königsforst, der nördlich des Kölner Stadtteils Rath/Heumar gegenüber der Erkermühle von links in den Flehbach mündet.

## Verlauf
Die oberste Quelle des Selbachs liegt am Westhang des Mergelsbergs im Königsforst westlich des Rösrather Ortsteils Forsbach auf Bergisch Gladbacher Stadtgebiet.
Er fließt etwa fünf Kilometern lang durch das Naturschutzgebiet Königsforst, erst westwärts bis nahe der Nordostecke des Rather Siedlungssaums, dann dessen Norden entlang auf den Mauspfad zu, zuletzt neben dieser Straße nun etwa nordwärts. Gegenüber der Erkermühle mündet der Selbach schließlich von links in den Flehbach.
Der Selbach ist unter der Nummer LB 8.08 als geschützter Landschaftsbestandteil erfasst.